# 渡辺智美
渡辺 智美（わたなべ ともみ、1月31日 - ）は日本の女性声優。福島県出身。シグマ・セブン所属。

## 人物
趣味は散歩、ビデオ鑑賞。特技は和太鼓、バレーボール。

## 出演

### テレビアニメ
2004年
- 名探偵コナン（女性客）

2006年
- 桜蘭高校ホスト部（倉賀野百華、メイドB、大家、店内放送の声、紅薔薇の会幹部A、女性、生徒の母親）
- 攻殻機動隊 STAND ALONE COMPLEX Solid State Society（無線）
- 天保異聞 妖奇士（娘）
- まじめにふまじめ かいけつゾロリ（客）

2007年
- ケロロ軍曹（上級生）
- 精霊の守り人（店の女、侍女、ガキ大将）
- シュガーバニーズ（2007年 - 2009年） - 3シリーズ
- DARKER THAN BLACK -黒の契約者-（山下、EPR部下、EPRメンバー）

2008年
- ARIA The ORIGINATION（男の子A、夫人）
- true tears（黒部朋与）
- xxxHOLiC◆継（霊能者D）

2011年
- うさぎドロップ（葬儀屋）

2016年
- モブサイコ100（2016年 - 2019年、花子） - 2シリーズ

### 劇場アニメ
- ゲド戦記（2006年）
- スカイ・クロラ The Sky Crawlers（2008年、娼婦）
- トワノクオン（2011年、アツシ）

### OVA
- ARIA The ORIGINATION（2007年、男の子）
- HELLSING（2007年、北春日部老人会）

### ゲーム
- OVER THE MONOCHROME RAINBOW featuring SHOGO HAMADA（2003年、同僚）

### 吹き替え

#### 映画
- ジャングル 2 ジャングル（カレン・ケンプスター〈リーリー・ソビエスキー〉）
- ドア・イン・ザ・フロア（グローリー）

#### ドラマ
- グルメ探偵 ネロ・ウルフ
- CSI:科学捜査班 3、4シーズン
- CSI:マイアミ 2、3シーズン（ポーラ）

### デジタルコミック
- Beeマンガ 働きマン（2011年5月1日 ‐ [4]、荒木雅美[5]）

### ボイスオーバー
- ザ!世界仰天ニュース（日本テレビ放送網）

### ナレーション
- アンパンマン放送局（キッズステーション）
- 大!天才てれびくん「札式蹴り野球」（2011年 - 2012年、NHK Eテレ）

### その他コンテンツ
- メガミマガジン MegaTen!（アレクサンドラ・ローゼンバーグ）

### シリーズ一覧
1. ↑  第1期（2016年）、第2期『II』（2019年）